# Preußische T 10
Die T 10 der Preußischen Staatseisenbahnen war eine Tender-Heißdampflokomotive der Achsfolge 2'C. Sie wurden für den Einsatz zwischen Frankfurt am Main und Wiesbaden 1909, 1910 und 1912 beschafft. Die 41 km lange Strecke zwischen den beiden Kopfbahnhöfen sollte ohne Wenden der Lokomotive betrieben werden.
Die Deutsche Reichsbahn (DR) reihte sie als Baureihe 76 ein.

## Vorgeschichte und Beschaffung

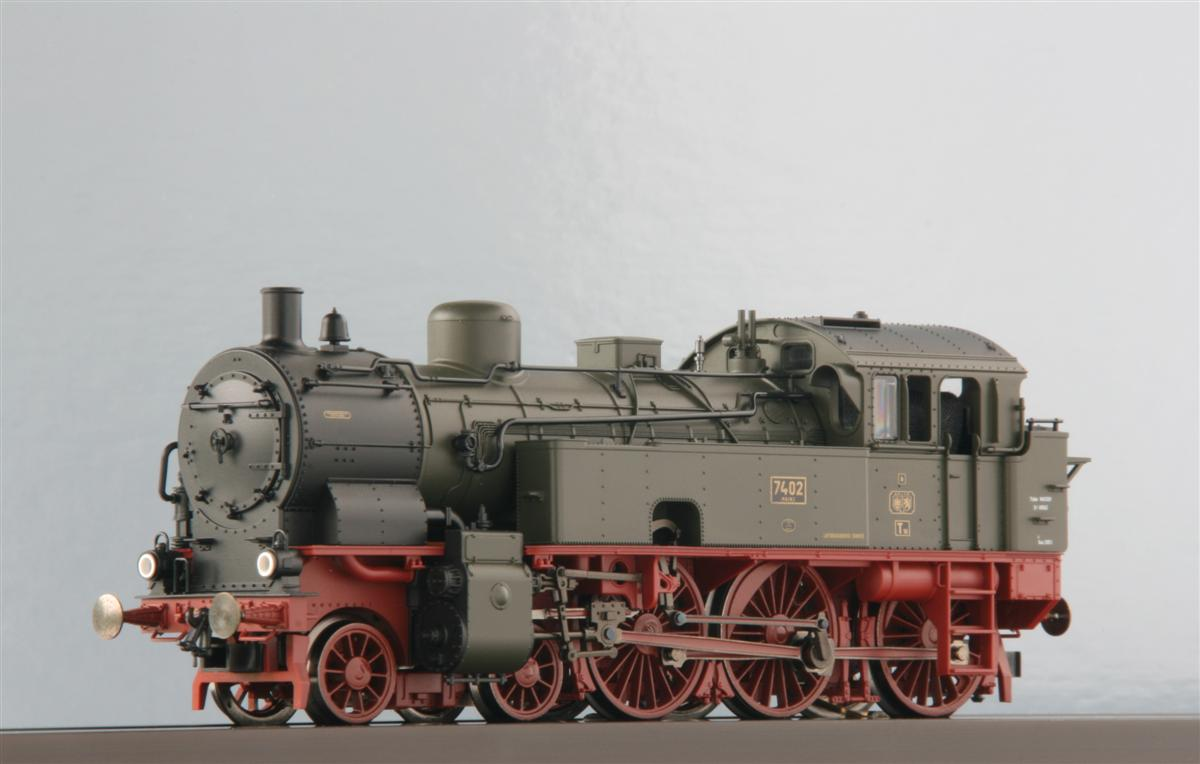
Modell der preußischen T 10 von Fleischmann

Mit der Eröffnung des neuen Wiesbadener Hauptbahnhofs wurden die Schnellzüge auf der 41,25 km langen Strecke zwischen Frankfurt (Main) und Wiesbaden von Tenderlokomotiven befördert. Zum Einsatz kamen die Preußische T 11 (3/4 P.T.L.) und versuchsweise die Pfälzische P 2.II. Betriebserfahrungen und Versuchsergebnissen zeigten jedoch, dass die beide bestehenden Baureihen aufgrund ihrer zu geringen Kuppelraddurchmesser und der nicht ausreichend Kesselleistung die mit den Zügen die geforderte Geschwindigkeit von 90 km/h nicht erreichen konnten. Das Ministerium der öffentlichen Arbeiten beauftragte deshalb das Eisenbahn-Zentralamt in einem Erlass, im Einvernehmen mit der Eisenbahndirektion Mainz eine neue Lokomotive zu entwerfen. Der Erlass wurde dem Ausschuß für Lokomotiven der Preußisch-Hessischen Staatsbahnen auf seiner 48. Beratung vom 17. bis 19. Oktober 1907 in Berlin vorgelegt.
Die Lokomotive sollte im Schnellzugdienst 50 Achsen mit 80 km/h und im Personenzugdienst 60 Achsen mit 70 km/h befördern können. Auf einer Steigung von 1:70 sollte sie 60 aus dem Stand anziehen und befördern können, zudem sollte geprüft werden, inwiefern eine Heißdampfausführung vorteilhaft sei.
Robert Garbe legte folgende Entwürfe vor:
1. eine 3/5-gekuppelte Heißdampf-Tenderlokomotive (Achsfolge 2'C) mit führendem Drehgestell und 1600 mm Kuppelraddurchmesser
2. eine ähnliche Lokomotive gleicher Achsfolge mit 1750 mm Kuppelraddurchmesser
3. eine 2/5-gekuppelte Heißdampf-Tenderlokomotive (Achsfolge 1'B2') mit vorderem Krauss-Helmholtz-Lenkgestell und hinterem Drehgestell

Garbe empfahl den Entwurf Nr. 1, da man den Kessel wie den der P 6 und die übrigen Bauteile ähnlich oder gleich der P 8 ausführen könne und die Drehzahl des Triebwerkes bei 90 km/h den in den Technischen Vereinbarungen festgelegten Grenzwert nicht überschreiten würde. Beim zweiten Entwurf gäbe es aufgrund der großen Kuppelräder Probleme bei der zweckmäßigen Gestaltung des Führerhauses und die Treibstangen würden mit 3100 mm eine für schnellfahrende Lokomotiven fast schon bedenkliche Länge erreichen. Der dritte Entwurf war nach Garbes Sicht wegen des Krauss-Helmholtz-Gestells, das zum Scharflaufen der Spurkränze, zu großer Gleisbeanspruchung und zum Entgleisen neige, ungeeignet. Zudem hätte die Reibungsmasse lediglich zweier gekuppelter Radsätze kaum für die erforderliche Zugkraft ausgereicht. Die im Erlass enthaltene Aussage, dass die Pfälzische P 2.II außerordentlich ruhig lief und auch scharfe Krümmungen problemlos durchfuhr, ignorierte Garbe dabei.
Auf Warnungen vor einer Betriebsgefahr bei Rückwärtsfahrten entgegnete Garbe, dass bei Schwächung der Spurkränze zweier Kuppelradsätze beim Anlaufen der hinteren Kuppelräder an die Außenschiene eine freie Einstellung der hinteren Räder möglich sei. So wären die Lokomotiven kurvenbeweglicher und gleisschonender als eine 2'C2'.
Entgegen der Stellungnahme Garbes wurde die T 10 mit 1750 mm Kuppelraddurchmesser gebaut. Unter dem Musterblatt XIV-4b wurde die Lokomotive in den Normalien aufgenommen. War die Erstellung eines Musterblatts für eine solch kleine Serie eher unüblich, so darf nicht übersehen werden, dass die KED Stettin an der Entwicklung des Typs ebenfalls Interesse anmeldete, für ihre Strecke Altefähr-Saßnitz und eine projektierte, aber nie verwirklichte Strecke Rambin-Arkona.
Borsig baute im Jahre 1909 fünf Maschinen mit den Fabriknummern 6941-6945, die die Betriebsnummern MAINZ 7401-7405 erhielten. 1910 folgte vom gleichen Hersteller die als MAINZ 7406 bezeichnete Fabr.-Nr. 7288. Zum Abschluss folgten 1912 noch die Fabr.-Nr. 8151-8156 als MAINZ 7407-7412, sodass die Baureihe lediglich 12 Exemplare umfasste.

## Technische Merkmale
Entgegen dem heutigen Verständnis von einem Baukastensystem wurden die Ausgangskonstruktionen dergestalt modifiziert, dass die Rohrlänge des Kessels der P 6 auf 4450 mm verkürzt und die Rostfläche auf 1,85 m2 verkleinert wurde. Auch der Abstand der hinteren Kuppelachse zur Treibachse wurde im Vergleich zur P 8 von 2700 mm auf 2350 mm reduziert. Das Drehgestell hatte einen seitlichen Ausschlag von 40 mm zu beiden Seiten, die Spurkränze des ersten Kuppelradsatzes waren um 13 mm, die des Treibachssatzes um 4 mm geschwächt.
Der Kessel musste zur gleichmäßigen Masseverteilung weiter nach vorne als bei anderen Lokomotiven üblich verschoben werden, weil man bei der Konstruktion auf nachlaufende Achsen verzichtet hatte. Dies hatte zur Folge, dass das Blasrohr mit den Zylindern nicht fluchtete, was zu langen, thermodynamisch ungünstigen, Dampfwegen führte. Die ersten Probefahrten fanden am 30. Juni 1909 statt.

## Einsatz und Verbleib

### Preußen
Die Konstruktion erfüllte die Erwartungen hinsichtlich der Leistung schwere Schnellzüge mit bis zu 100 km/h zu befördern. Allerdings nur bei Vorwärtsfahrt, die Lokomotive neigte bei Rückwärtsfahrt zu Entgleisungen. Zudem waren die Vorräte mit 3 t Kohle und 7,5 m3 Wasser knapp bemessen und reichten höchstens für ungefähr 120 km, also rund dem dreifachen der vorgesehenen Einsatzstrecke. Dem Personal war es recht, denn die Ergänzung der Vorräte war willkommener Anlass, die Lokomotive zu drehen, und Rückwärtsfahrten, wo es nur irgendwie ging, zu vermeiden. Der effiziente Einsatz der Lokomotive über eine ganze Schicht in dem vorgesehenen Dienst war somit nicht möglich und sie folglich eine Fehlkonstruktion, zumindest für die vorgesehene Aufgabe. Schon in ihrem letzten Baujahr begann die Verdrängung aus dem Schnellverkehr zwischen Frankfurt und Wiesbaden durch die im gleichen Jahr zur Auslieferung kommenden Preußische T 18. Bestätigt wird das durch die überlieferte Beobachtung, dass T 10 schon 1912 im Dienst vor von der Betriebswerkstätte Darmstadt zu erbringenden D-Zugleistungen in Aschaffenburg auftauchten, einhergehend mit der Vermutung, Lokomotiven der Baureihe seien schon damals ebenda stationiert gewesen.

### Französische Nordbahn
Die Lokomotive MAINZ 7404 wurde nach dem Waffenstillstand 1918 an die französische Nordbahn abgegeben. Sie wurde zunächst als Nord 3.1499, später als Nord 3.887 eingereiht und war in Creil stationiert. Durch die Verstaatlichung 1938 erhielt sie bei der SNCF die Betriebsnummer 2-230 TB 1, wobei die 2 für die Region Nord stand. Während des Zweiten Weltkriegs kam sie als Leihlokomotive nach Würzburg und gehörte zum Bestand des dortigen Bahnbetriebswerks. Nachdem sie an die SNCF zurückgegeben wurde, war sie von Creil aus nur wenige Jahre im Einsatz und wurde 1947 ausgemustert.

### Deutsche Reichsbahn
Die Reichsbahn übernahm 11 Maschinen dieses Typs als Baureihe 76, die Loks wurden mit den Nummern 76 001 – 76 011 versehen. In den zwanziger Jahren waren diese Maschinen beim Bw Alzey beheimatet und bedienten die Strecken in diesem Raum. Um 1933 wurden alle elf Lokomotiven zum Bw Darmstadt umgesetzt. In den von diesem Betriebswerk zu erbringenden Diensten erreichten sie in den Jahren 1938/39 eine durchschnittliche Tagesleistung von 208 km. Lok 76 009 schied am 24. Dezember 1939 aus dem Dienst, infolge einer Entgleisung bei Darmstadt-Kranichstein mit 90 km/h, bei der der Lokführer zu Tode kam. Bis 1945 waren zwei weitere – 76 005 und 76 007 – Maschinen aus dem Dienst geschieden.

### Privatbahnen
Die verbliebenen acht Maschinen fanden sich 1945 bei der Reichsbahn in den Westzonen wieder.
Die 76 002 wurde 1948 an die Ilmebahn verkauft und erhielt dort die Nummer 7. Sie wurde erst 1963 verschrottet.
Die OHE kaufte 1948 die letztgebaute 76 011 (ex MAINZ 7412) über einen Händler in Bremen und reihte sie als 76 090 in ihren Bestand ein. Die am 7. September 1949 gegründete Deutsche Bundesbahn verkaufte in den letzten Tagen des Dezember 1949 die verbliebenen sechs Maschinen ebenfalls an die OHE. Diese erhielten unabhängig von der Reihenfolge der DR-Nummern die OHE-Nummern 76 091-76 096, wobei die 76 096 nur als Ersatzteilspender fungierte. Der neue Eigentümer verlängerte die Wasserkästen der Heißdampfmaschinen, vergrößerte den Kohlenkasten mit Aufsatz, rüstete die Loks mit Müller-Schieber aus und komplettierte sie mit Windleitblechen.  Verwendet wurden sie für den beschleunigten Personenverkehr auf dem Streckennetz der OHE und besonders für den Samba-Expreß. Lackiert waren die Lokomotiven in grün/schwarz, es ist aber nicht bekannt, ob alle Lokomotiven so ausstaffiert waren. Die letzte hauptuntersuchte Dampflok der OHE (Bleckede 8. Juni 1964) war die 76 090, ihre Fristen wurden aber nicht mehr vollständig ausgenutzt und so wurde das letzte Exemplar dieser Baureihe 1965 ausgemustert.
Von der Baureihe 76 ist kein Exemplar erhalten geblieben.